# Ian Thorpe
Ian James Thorpe (ur. 13 października 1982 w Sydney) – australijski pływak. Wielokrotny mistrz olimpijski, mistrz i rekordzista świata. Czterokrotnie wybierany pływakiem roku na świecie w: 1998, 1999, 2001 i 2002. W 2000 wybrany najlepszym sportowcem roku w Australii.
Odznaczony Orderem Australii.

## Kariera
Treningi pływackie rozpoczął w wieku ośmiu lat. Trenował w SLC Aquadot pod okiem Tracey Menizes. W wieku 13 lat zabłysnął na mistrzostwach Australii. Wygrał na dwóch dystansach stylem dowolnym: 200 i 400 metrów. Na arenie międzynarodowej zadebiutował w 1997 podczas mistrzostw Pan Pacific. W 1998 podczas mistrzostw Świata w Perth zdobył złoty medal na dystansie: 400 m stylem dowolnym. Pierwszy raz pobił rekord świata w 1999 w wieku 16 lat (400 m stylem dowolnym – 3:41.83).
Na Igrzyskach Olimpijskich w 2000 w Sydney zdobył pięć medali, trzykrotnie sięgał po złoto na dystansie: 400 m stylem dowolnym, pobijając rekord świata, w sztafecie 4 x 100 m i 4 x 200 m stylem dowolnym oraz dwukrotnie po srebro na dystansie: 200 m stylem dowolnym i w sztafecie 4 x 100 m stylem zmiennym.
Podczas mistrzostw Świata w 2001 w Fukuoce, jako pierwszy pływak w historii zdobył sześć złotych medali: 200 m stylem dowolnym, 400 m stylem dowolnym i 800 m stylem dowolnym, pobijając przy tym trzy rekordy świata, a także w sztafetach 4 x 100 m stylem zmiennym, 4 x 100 m i 4 x 200 m stylem dowolnym.
Na kolejnych mistrzostwach Świata w 2003 w Barcelonie wygrał wyścigi na 200 m i 400 m stylem dowolnym, w sztafecie 4 x 200 m stylem dowolnym, a także zdobył srebrny medal na 200 m stylem dowolnym i brązowy medal na 100 m stylem dowolnym.
Igrzyska Olimpijskie w 2004 w Atenach przyniosły mu kolejne medale, m.in. zwyciężył na dystansach: 200 m i 400 m stylem dowolnym. Finał 200 m okrzyknięto wyścigiem stulecia, Thorpe pokonał m.in. Holendra Pietera van den Hoogenbanda oraz Amerykanina Michaela Phelpsa. Zdobył również brązowy medal na 100 m stylem dowolnym i srebrny w sztafecie 4 x 200 m stylem dowolnym.
Po Igrzyskach w Atenach miał 15-miesięczną przerwę.
Do pływania wrócił w 2006. Wystartował w zawodach Pucharu Świata w 2005 w Sydney. W 2006 zachorował na mononukleozę, a także złamał rękę, co przeszkodziło mu w powrocie do uprawiania sportu wyczynowego. 21 listopada 2006 ogłosił zakończenie kariery zawodniczej, powodem był brak motywacji do treningu.
W marcu 2007 francuski dziennikarz Damien Ressiot opublikował w gazecie „L'Equipe” tekst o podwyższonym poziomie testosteronu i hormonu luteinowego w próbce pobranej od Thorpe’a w 2006. W listopadzie 2007 FINA oczyściła Iana z zarzutu stosowania środków dopingowych.
W lutym 2011 wrócił do pływania.

## Rekordy świata
| Data             | Miejsce    | Konkurencja           | Rezultat    | Status                                        |
| ---------------- | ---------- | --------------------- | ----------- | --------------------------------------------- |
| 23 sierpnia 1999 | Sydney     | 200 m stylem dowolnym | 1:46.34 min | do 24 sierpnia 1999                           |
| 24 sierpnia 1999 | Sydney     | 200 m stylem dowolnym | 1:46.00 min | do 14 maja 2000                               |
| 14 maja 2000     | Sydney     | 200 m stylem dowolnym | 1:45.69 min | do 15 maja 2000                               |
| 15 maja 2000     | Sydney     | 200 m stylem dowolnym | 1:45.51 min | do 17 września 2000 Pieter van den Hoogenband |
| 27 marca 2001    | Hobart     | 200 m stylem dowolnym | 1:44.69 min | do 25 lipca 2001                              |
| 25 lipca 2001    | Fukuoka    | 200 m stylem dowolnym | 1:44.06 min | do 27 marca 2007 Michael Phelps               |
| 22 sierpnia 1999 | Sydney     | 400 m stylem dowolnym | 3:41.83 min | do 13 maja 2000                               |
| 13 maja 2000     | Sydney     | 400 m stylem dowolnym | 3:41.33 min | do 16 września 2000                           |
| 16 września 2000 | Sydney     | 400 m stylem dowolnym | 3:40.59 min | do 22 lipca 2001                              |
| 22 lipca 2001    | Fukuoka    | 400 m stylem dowolnym | 3:40.17 min | do 30 lipca 2002                              |
| 30 lipca 2002    | Manchester | 400 m stylem dowolnym | 3:40.08 min | do 26 lipca 2009 Paul Biedermann              |
| 26 marca 2001    | Hobart     | 800 m stylem dowolnym | 7:41.59 min | do 24 lipca 2001                              |
| 24 lipca 2001    | Fukuoka    | 800 m stylem dowolnym | 7:39.16 min | do 27 lipca 2005 Grant Hackett                |

## Życie prywatne
Ian Thorpe jest kibicem Realu Madryt.
W 2008 Thorpe zaczął studia magisterskie na Uniwersytecie Macquarie w Sydney.
W czerwcu 2010 wystąpił w sztuce teatralnej One Night in Emerald City w Sydney Opera House. Thorpe wcielił się w rolę seryjnego mordercy. 29 kwietnia 2011 r. uczestniczył w ślubie księcia Williama z Kate Middleton. 13 lipca 2014 w wywiadzie dla Network Ten przeprowadzonym przez Michaela Parkinsona przyznał, że jest gejem.

## Wyróżnienia
- 2000: nagroda dla młodego Australijczyka roku
- 2000: nagroda dla najlepszego sportowca roku w Australii
- 1998, 1999, 2000, 2001, 2002, 2004: najlepszy pływak roku Azji i Oceanii
- 1998, 1999, 2001, 2002: najlepszy pływak roku na świecie

## Odznaczenia
- Medalista Orderu Australii
- Austalijski Medal Sportu
- Medal Stulecia (Australia)